# Buitenpost
Buitenpost (en frison : Bûtenpost) est un village et le chef-lieu de la commune néerlandaise d'Achtkarspelen, dans la province de Frise.

## Géographie
Le village est situé dans le nord-est de la Frise, à 15 km au nord de Drachten, à mi-chemin entre Leeuwarden et Groningue.

## Histoire
Mentionné dans les textes à partir du XVe siècle, le village prend de l'importance au XIXe siècle comme relais de poste.

## Démographie
Le 1er janvier 2018, le village comptait 5 720 habitants.

## Transports
Buitenpost possède une gare ferroviaire sur la ligne reliant Leeuwarden à Groningue.